# Nara-Nārāyaṇa

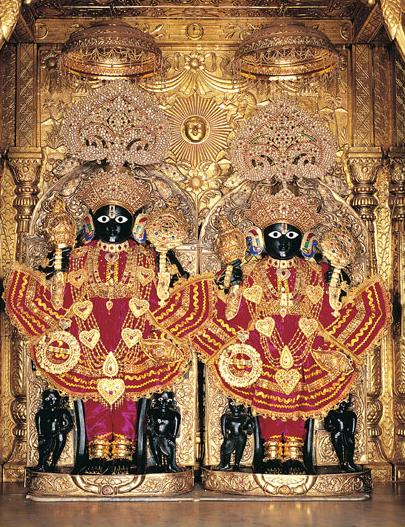
I gemelli Nara-Nārāyaṇa nel Tempio Svāminarāyana ad Ahmedabad

Nara-Nārāyaṇa (in sanscrito नर-नारायण) è una coppia di divinità hindu. Nara-Nārāyaṇa è l'incarnazione gemella del Dio Supremo Visnù sulla terra, il quale lavora per la preservazione del dharma o giustizia. Nella concezione di Nara-Nārāyaṇa, lo spirito umano Nara è il compagno eterno del divino Narayana.
Il poema epico indiano, il Mahābhārata, identifica il Dio Krishna con Nārāyaṇa e Arjuna - l'eroe del poema epico - con Nara. La leggenda di Nara-Nārāyaṇa è anche narrata delle scritture del Bhāgavata Purāṇa. Gli hindu credono che la coppia abiti a Badrinath, dove si trova il loro tempio più importante.
I membri della setta hindu Svāminarāyana credono che gli eventi che ebbero luogo a Badarikashram, la dimora di Nara-Nārāyaṇa, portò all'incarnazione di Svāminarāyana.

## Etimologia

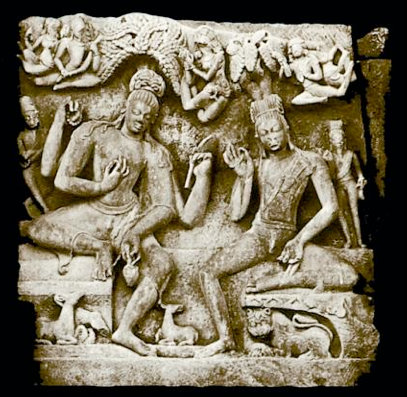
Narayana a sinistra e Nara a destra, Deogarh, Uttar Pradesh

Il nome "Nara-Nārāyaṇa" può essere divino nei due termini Sanscriti Nara e Nārāyaṇa. Nara significa "umano", Nārāyaṇa si riferisce al nome della divinità.
Il dizionario Monier-Williams descrive Nara come "l'Uomo primitivo o Spirito eterno che pervade l'universo (anche associato con Nārāyaṇa, "il figlio dell'uomo primitivo"; entrambi considerati sia divinità che saggi, chiamati devau (देवौ), ṛṣī (ऋषी), tāpasau (तापसौ). Nel poema epico, essi sono figli del Dharma da Murti o Ahiṃsā e emanazioni del Dio Visnù, Arjuna identificato con Nara e Kṛṣṇa con Nārāyaṇa. - Mahābhārata, Harivaṃśa e Purāṇa." Nārāyaṇa è Visnù, mentre Nara è Śeṣa.

## Raffigurazione
I Nara-Nārāyaṇa sono raffigurati uniti o separatamente. Quando essi sono raffigurati separatamente, Nara è dipinto con due mani e indossa la pelle di un cervo; Nārāyaṇa è mostrato come la consueta forma di Visnù. 
Talvolta entrambi sono raffigurati in maniera identica. Sono dipinti con quattro braccia che tengono una mazza, un disco, una conchiglia e un loto, somiglianti a Visnù.

## Leggende
Arjuna e Kṛṣṇa vengono spesso chiamati Nara-Nārāyaṇa nel Mahābhārata e, nel Bhagavata Purana, sono considerati rispettivamente incarnazioni di Nara e Nārāyaṇa.
Nella loro vita precedente, il duo nacque sotto forma dei saggi Nara e Nārāyaṇa, i quali si sottoposero a grandi penitenze e nel luogo sacro di Badrinath. Nara e Nārāyaṇa erano il quinto Avatāra del Dio Visnù. I gemelli erano figli del Dharma, figlio del Dio Brahmā e di sua moglie Murti (figlia di Daksha) o Ahimsa. Essi vivono a Badrika sottoponendosi a severe pene e meditazione per il bene del mondo. I due inseparabili saggi portarono sulla terra gli avatara per il bene dell'umanità e per punire i malvagi. I saggi sconfissero un demone chiamato Sahasrakavacha. Nel Mahābhārata Sahasrakavaca era l'incarnazione di Karna, nato con Kavaca e Kundal (armatura e orecchini).
La legenda narra che una volta il Dio Siva cercò di portare la fama di Nara e Nārāyaṇa davanti al mondo intero. Per riuscire nel suo intento, scaglio la sua potente arma Pāśupatāstra ai ṛṣi in meditazione. Il potere della loro meditazione era così intenso che l'astra perse il suo potere prima di raggiungerli. Il Dio Siva stabilì che questo successe in quanto i due ṛṣi erano Jñānī del primo ordine in costante stato di Nirvikalpa-samādhi.

### La nascita di Urvashi
Il Bhāgavata Purāṇa narra la storia della nascita di Urvaśī dai saggi Nara-Nārāyaṇa. Una volta, i saggi Nara-Nārāyaṇa stavano meditando nel santuario di Badrinath, nell'Himalaya. Le loro pene e patimenti allarmarono gli dei, così Indra, il re degli dèi, inviò Kāmadeva, Vasanta e Apsaras (ninfe) per ispirare loro con la passione e distrarre la loro devozione. Il saggio Nārāyaṇa prese un fiore e lo posò sulla propria coscia. Immediatamente ne uscì una ninfa, che con la sua bellezza e fascino, fecero tornare i saggi al paradiso e li riempì di vergogna. Nārāyaṇa inviò la ninfa a Indra, e siccome ella nacque dalla coscia del saggio (in sanscrito उरू, Urū), fu chiamata Urvaśī.

## Bhadrinat

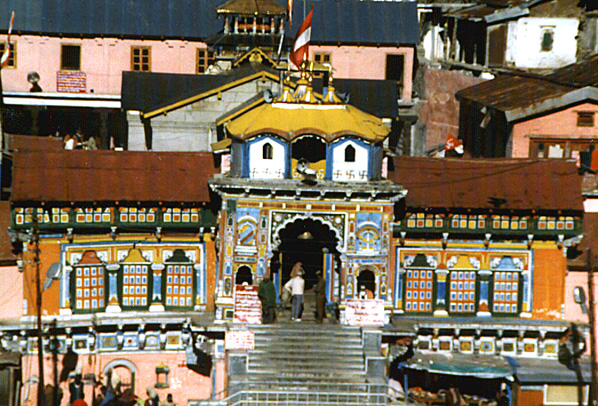
Il tempio Badrinath

Secondo il Bhāgavata Purāṇa, "Laggiù a Badrikashram (Badrinath) la Personalità del Dio Supremo (Visnù), nella sua discesa sotto forma dei saggi Nara e Nārāyaṇa, si sottopose a grandi penitenze da tempo immemorie per il penessere di tutte le entità viventi." (3.4.22)
Nel santuario del Tempio di Badrinath, alla destra dell'immagine di pietra di Badri-Vishala (o Baadri-Narayan), si trovano le immagini di Nara e Nārāyaṇa.

## Mahabharata
Secondo Bhandarkar, gli dèi Nara-Nārāyaṇa erano molto famosi al tempo della stesura del Mahābhārata, dal momento che nelle stanze di apertura dei diversi libri, è rivolto omaggio a questi dèi. Nel Vanaparvan (12. 46, 47), Kṛṣṇa dice ad Arjuna, "Oh invincibile, tu sei Nara e io sono Hari Nārāyaṇa, e noi, i saggi Nara-Nārāyaṇa, siamo discesi in questo mondo nel momento propizio.." Nello stesso Parva, capitolo 30 (verso 1); Siva dice ad Arjuna: "Nella nascita precedente tu eri Nara e con Nārāyaṇa come tuo compagno, vi siete sottoposti a penitenze per migliaia di anni a Badari".

## Setta Svāminarāyana
Nella setta Svāminarāyana, Nara and Nārāyaṇa sono chiamati Nara and Nārāyaṇa Deva. Si crede che ssi risiedano a Badrikashram e siano i principali guardiani del destino di ogni essere vivente, dipendentemente dal loro karma. Si crede inoltre che Nara-Nārāyaṇa Deva si siano manifestati sul Narayana Ghat, sulle rive del fiume Sabarmati nella città di Ahmedabad. Ed è per questo che le loro immagini furono installate da Svāminarāyana nel primo tempio di Svāminarāyana, lo Śrī Svāminarāyana Mandira, ad Ahmedabad (in India).
Tali eventi ebbero luogo a Badarikashram, la dimora di Nara-Nārāyaṇa, e portò all'incarnazione di Svāminarāyana. Si crede che Nārāyaṇa nacque sotto forma di Svāminarāyana a causa della maledizione del saggio Durvāsā che l'accettò per propria volontà. La maledizione portò a Durvāsā, che prese la forma dell'avatara sulla terra, in cui compito era di distruggere il male e stabilire l'Ekantik-Dharma, religione basata sulla moralità, conoscenza, non-attaccamento e devozione. Alcune importanti scritture Hindu, come la Bhagavadgītā e la Bhāgavata Purāṇa, confermano che Nārāyaṇa discese in forma umana per distruggere il male, sotto forma di Svāminarāyana. Nel Viśvaksenā-saṃhitā (विश्वक्सेना-संहिता), l'undicesima parte del Brahma Purāṇa, così come lo Skanda Purāṇa, si riferisce direttamente a Nārāyaṇa come incarnato in Svāminarāyana.